# Novuss

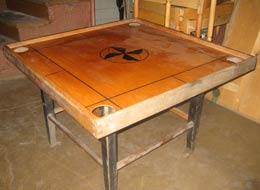
Novuss

Le novuss est un jeu apparenté au carrom et au billard et est un sport national en Lettonie et en Estonie (sous le nom de Koroona) Il se pratique sur une table d'1 m2 avec une poche à chaque angle. Chaque joueur dispose de 8 petits disques qu'il tire avec un palet (à l'instar du hockey sur glace) qu'il tire avec une queue. Son but est d'empocher ses 8 disques avant son adversaire.